# Roca Opásnosti
La roca Opásnosti (en ruso: Камень Опасности, lit.: Roca del Peligro; en japonés: 二丈岩, Nijōiwa, Roca de los Veinte Pies) es una roca situada a unos 14 kilómetros al sureste del cabo Krilon, el extremo sur de la isla de Sajalín, en el estrecho de La Pérouse (mar de Ojotsk). Está constituida por un pequeño grupo de rocas sin vegetación. Su longitud es de 150 metros, ancho, 50 metros. Se eleva a 7,9 metros sobre el nivel del mar. Administrativamente pertenece al óblast de Sajalín de la Federación Rusa.

## Historia
La roca dificultaba la navegación en el estrecho de La Pérouse, especialmente por las frecuentes nieblas que ocurren durante los veranos en la región. Los marineros tenían que estar atentos a las llamadas de los leones marinos de Steller situados en la roca.
Durante la administración japonesa (prefectura de Karafuto), en 1906 al este de la roca fue colocada una boya con campana. Sin embargo, debido a una corriente continua de hasta 4-5 nudos, la boya era frecuentemente arrastrada de su posición. Por esto en 1913 fue construida una torre de hormigón de 18 metros de altura con un faro automático, y una campana de niebla.